# Anton von Boscher
Anton Johann Sebastian Boscher (seit 1869 von Boscher) (* 16. Januar 1814 in Öpfingen, Oberamt Ehingen; † 19. April 1887 in Tübingen) war ein württembergischer Jurist und Landtagsabgeordneter.

## Familie
Anton Boscher war der Sohn des Fürstlich Taxis’schen Rentbeamten Johann Baptist Boscher (1782–1869) und der Theres geb. Braig (1779–1845). 1844 heiratete er Lydia Mathilde Herbort. Mit ihr hatte er vier Kinder. Sein Sohn August Boscher (1860–1923) war Senatspräsident beim Oberlandesgericht Stuttgart.

## Leben und Werk
Anton Boscher besuchte die Lateinschule in Ehingen und Obermarchtal. Von 1831 bis 1835 studierte er Rechtswissenschaft in Tübingen und war dort Mitglied des Corps Rhenania. Nach dem Studium arbeitete er als Gerichtsaktuar, später als Oberjustizassessor in Esslingen und Ulm. Von 1845 bis 1854 arbeitete er als Oberamtsrichter in Laupheim und Künzelsau. Zwischen 1855 und 1876 war Anton Boscher Oberjustizrat beim Kreisgerichtshof in Esslingen, Obertribunalrat am Kreisgericht in Rottweil und Obertribunalrat in Stuttgart. 1876 wurde er Direktor des Kreisgerichtshofs in Ulm, 1878 Direktor des Gerichtshofs und des Landgerichts in Tübingen. Seit 1884 war er Ständisches Mitglied des Staatsgerichtshofs in Stuttgart. Von 1870 bis 1882 war Boscher Landtagsabgeordneter für den Oberamtsbezirk Rottweil. Am 6. April 1887 trat Boscher in den Ruhestand. Wenige Tage danach verstarb er an den Folgen eines Schlaganfalls.

## Ehrungen
- 1869 Ritterkreuz des Ordens der württembergischen Krone[1], welches mit dem persönlichen Adelstitel (Nobilitierung) verbunden war
- 1877 Kommenturkreuz II. Klasse des Friedrichsordens
- 1882 Kommenturkreuz des Ordens der württembergischen Krone
- 1886 Dr. jur. h.c. der Universität Tübingen